# Laporje (gmina Velike Lašče)
Laporje – wieś w Słowenii, w gminie Velike Lašče. W 2018 roku liczyła 45 mieszkańców.